# Zagórze Śląskie
Zagórze Śląskie (do roku 1945 se jmenovala německy Kynau) je menší ves na jihu Polské republiky v Dolnoslezském vojvodství (Województwo dolnośląskie) v okrese Valbřich (Powiat wałbrzyski). Ves leží jihozápadně od města Svídnice a tudíž je i nepříliš vzdálena od českých hranic. Dalším blízkým velkým městem je Valbřich. Ves má kolem 450 obyvatel a je součástí sudetského pohoří Soví hory, které dává krajině nevšední půvab. Nad obcí (15 min. chůze) se tyčí mohutný hrad Grodno, jenž je zdejší největší pamětihodností. Bohužel jej z obce nevidíme, neboť je dnes zcela zakryt lesem. Mezi další památky patří původně gotický kostel Povznesení svatého Kříže – přebudovaný romanticky po roce 1866, či některé z historických domů. Oblíbené je i zdejší Jezioro Lubachowskie (Jezioro Bystrzyckie), umělé přehradní jezero z počátku 20. století na místní horské řece Bystrzyca.